# Vätögranit

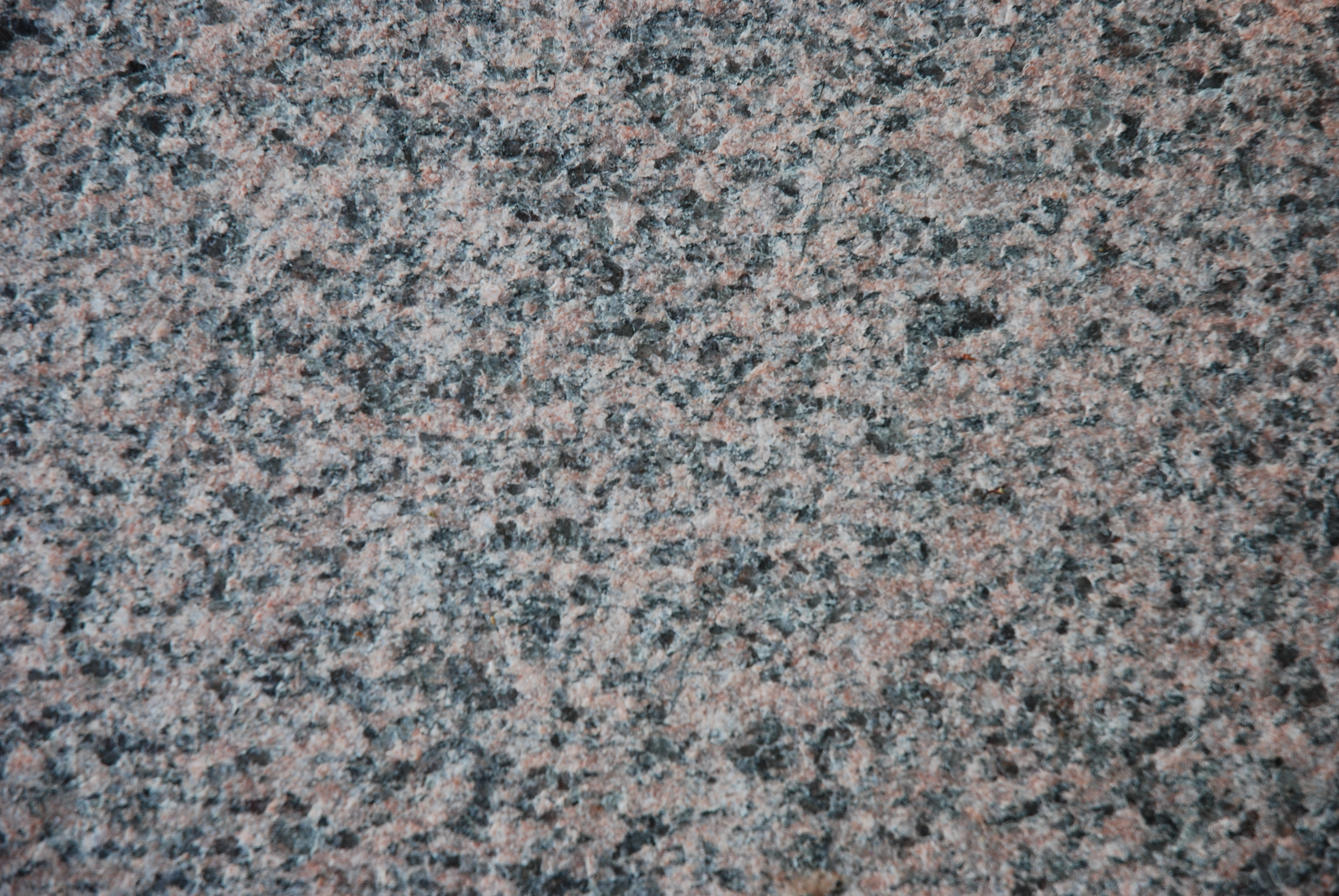
Grå vätögranit

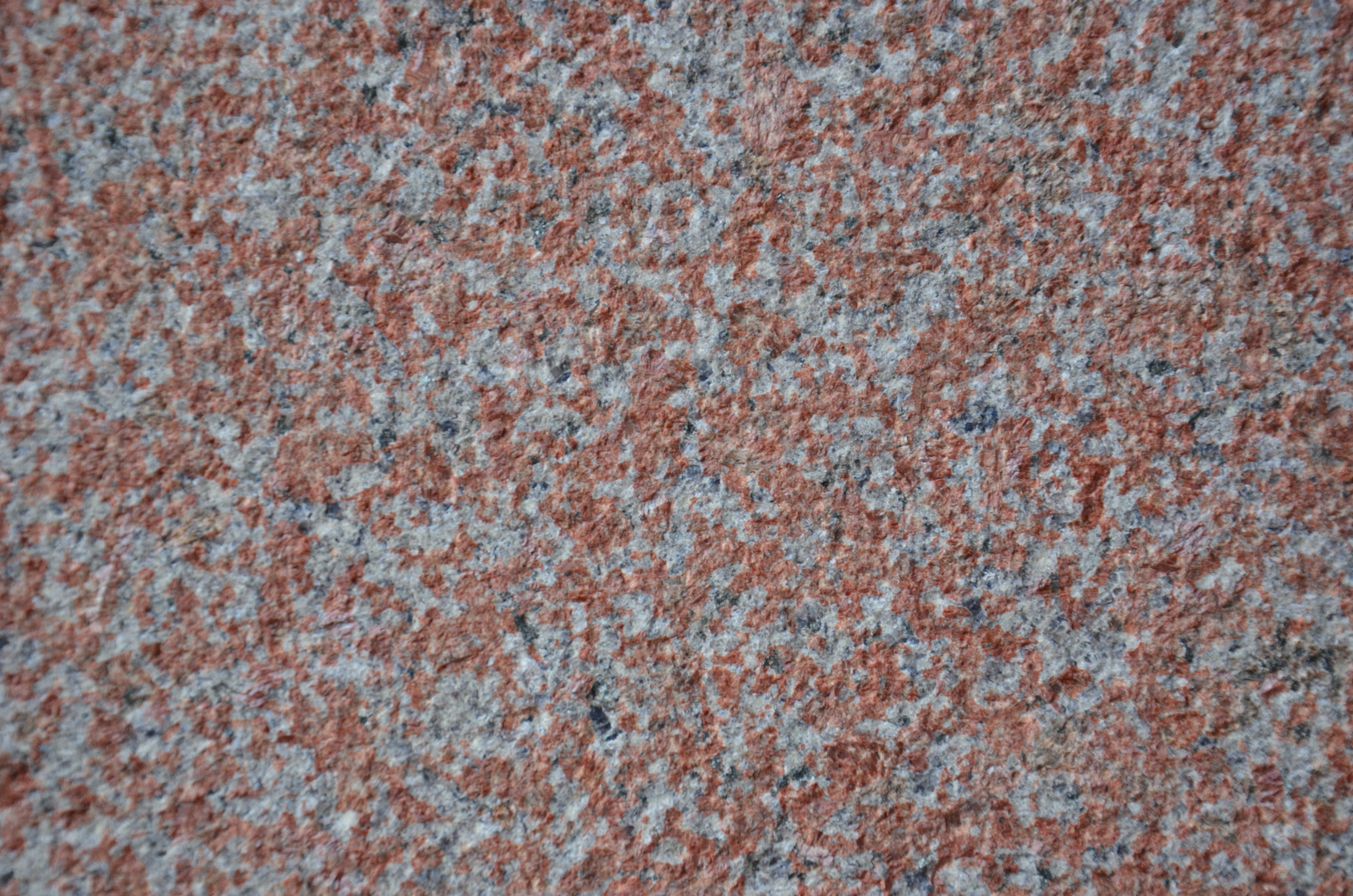
Röd vätögranit

Vätögranit är den röda eller svartgrå granit som kommer från stenbrottet Vätöberg på Vätö i Uppland.
Vätögranit är känd för att vara mycket tålig och beständig och har använts till ett flertal kända skulpturer, bland annat sockeln till statyn av Birger jarl i Stockholm.
Carl Milles var en av de skulptörer som uppskattade vätögranit. Han gjorde skulpturer i grå vätögranit och använde den också ofta för socklar till bronsskulpturer.
Gatorna i Stockholm har också till stor del belagts med gatsten i vätögranit.

## Byggnader i vätögranit i urval
- Sofia kyrka i Stockholm
- Kungliga Operan i Stockholm
- Riksdagshuset i Stockholm
- Tändstickspalatset (kolonner och kapitäl) i Stockholm

## Skulpturer och utsmyckningar i vätögranit i urval
- Riksäpplet på bland annat Stallbron i Stockholm
- Portföljarna, stadsbilder vid entrén till Stockholms stadshus av Gustaf Sandberg
- Byster på Stockholms stadshus borggård
- Korset på Skogskyrkogården i Stockholm
- postamentet till Birger Jarls staty i Stockholm
- kolonnen till Carl Milles Bågspännaren vid Liljevalchs konsthall i Stockholm
- muren "Rännilen" längs Birger Jarlsgatan på Stureplan av Torsten Fridh

### Bilder

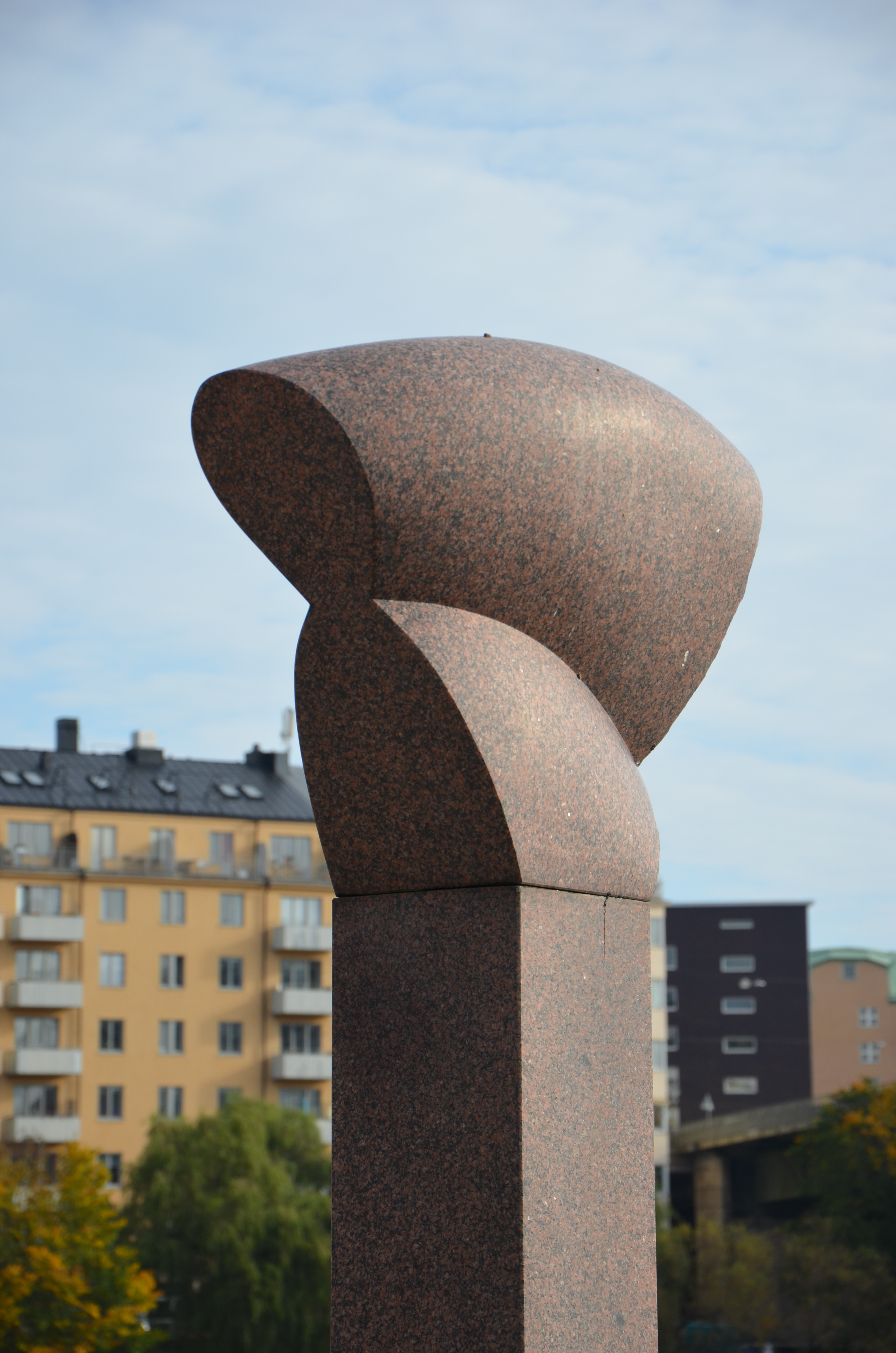
Snäcka av Harry Modin, Liljeholmen i Stockholm
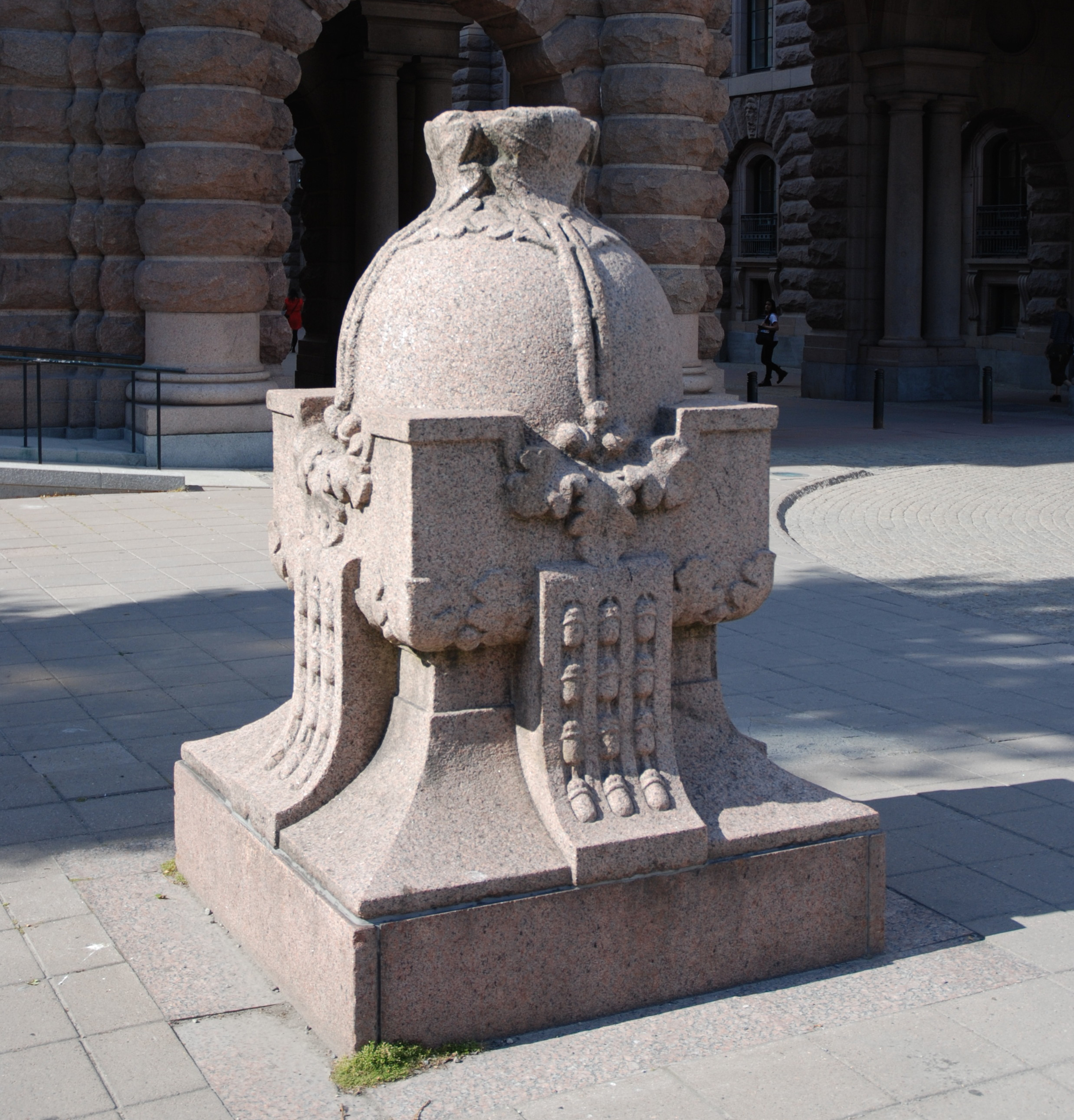
Riksäpplet på Stallbron i Stockholm
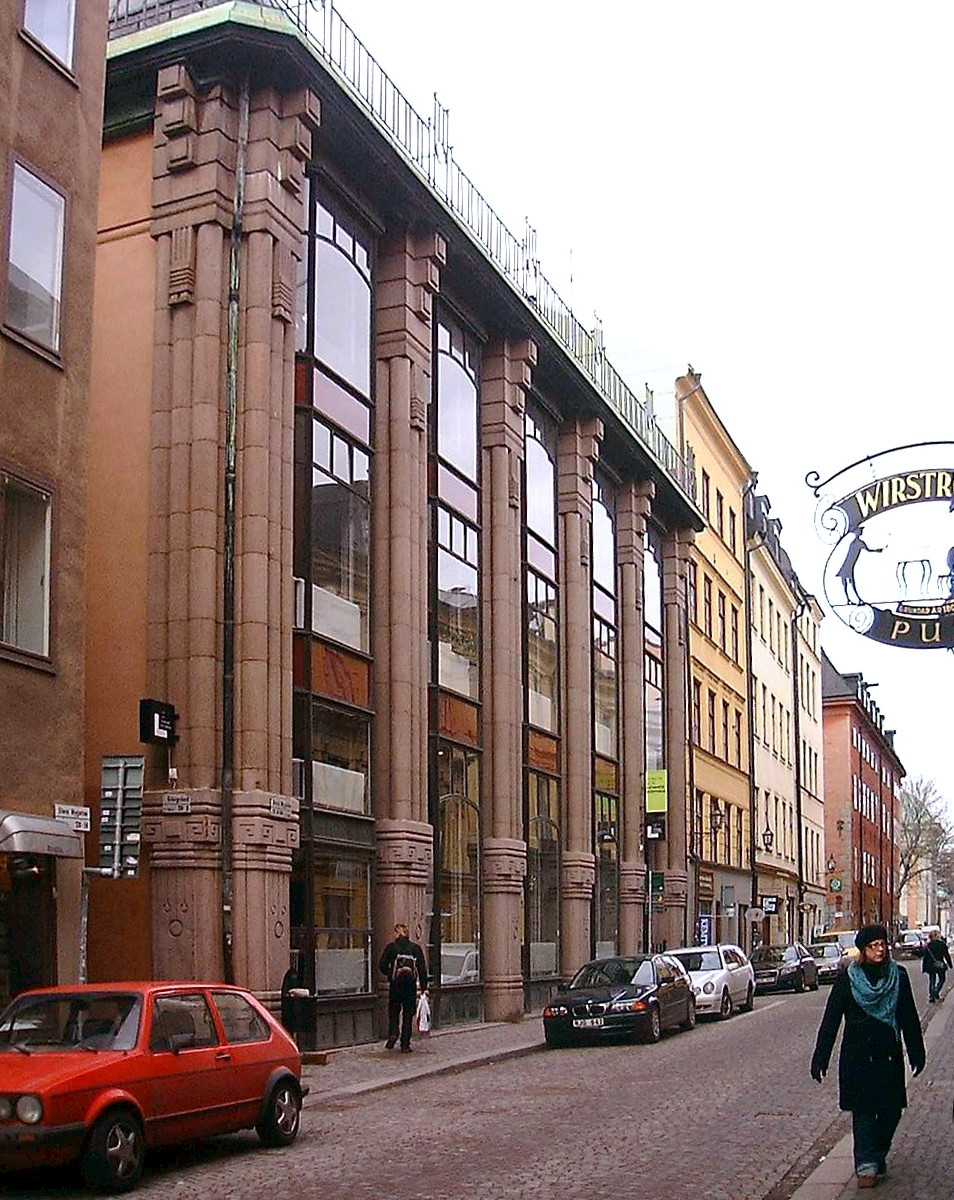
Pelare av Vätögranit på fastigheten Milon 11 i Gamla stan i Stockholm
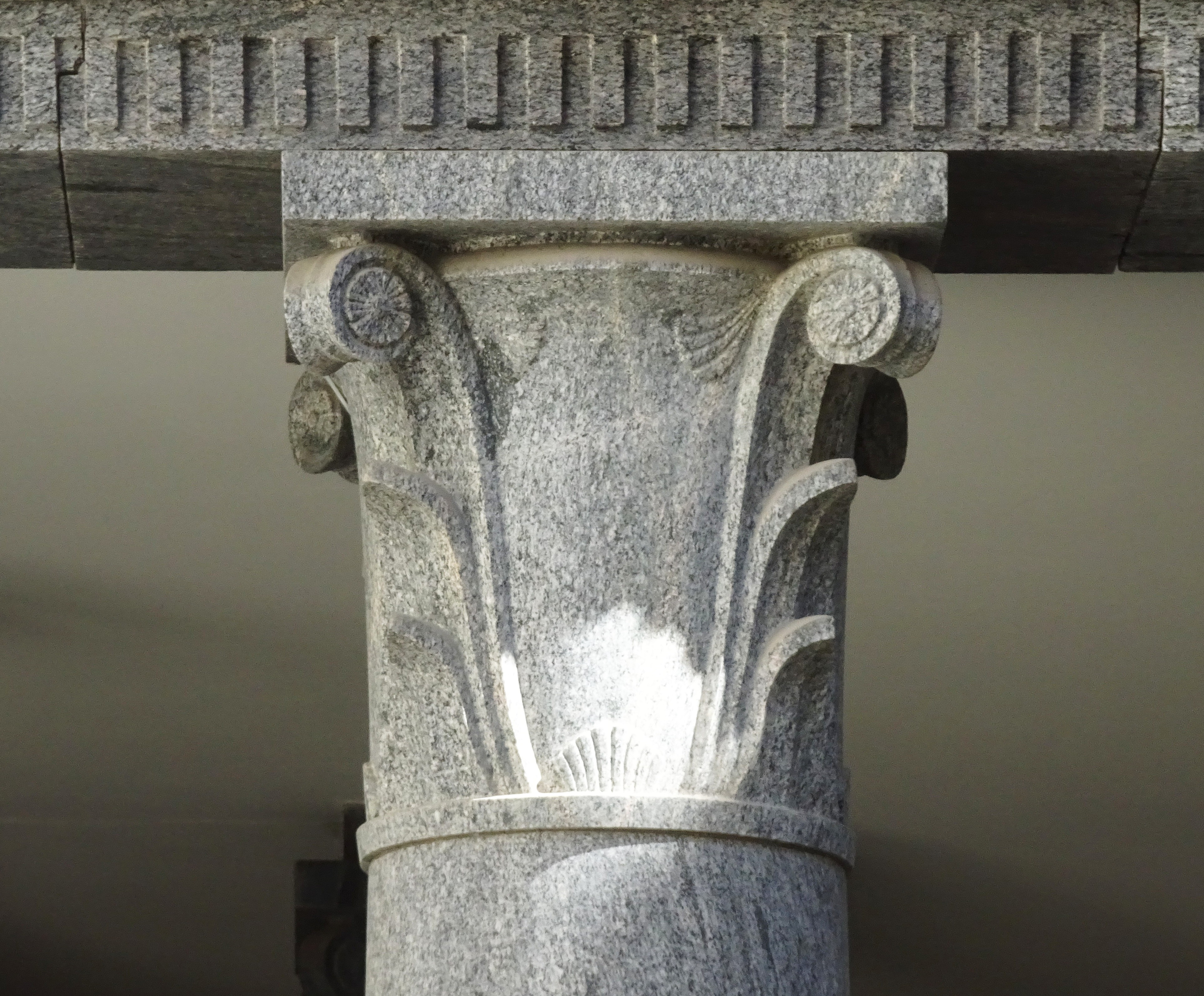
Kapitäl till Tändstickspalatsets portik.